# Virgil Finlay
Pour les articles homonymes, voir Finlay.
Virgil Finlay, né le 23 juillet 1914 à Rochester dans l'état de New York et mort le 18 janvier 1971 à Westbury dans le même état, est un illustrateur américain de magazine de science-fiction, de fantasy et d'horreur. Bien qu'il ait travaillé sur différents supports, de la gouache à l'huile, Finlay se spécialise et devient célèbre pour ses dessins détaillés à la plume réalisés avec d'abondantes techniques de pointillés, de hachures et de cartogravure (en). Malgré la nature très laborieuse et chronophage de sa spécialité, Finlay créé plus de 2 600 œuvres d'art graphique au cours de ses 35 ans de carrière.
Le Science Fiction Hall of Fame intronise Finlay en 2012.

## Biographie
Virgil Warden Finlay est né le 23 juillet 1914 à Rochester, dans l'État de New York. Son père, le menuisier Warden Hugh Finlay, meurt à l'âge de 40 ans en pleine Grande Dépression, laissant sa famille (sa veuve Ruby et ses deux enfants) dans une situation précaire. Dès ses années de lycée, Finlay exerce ses passions pour l'art et la poésie, et découvre le sujet de sa vie dans les pulps, magazines de l'époque - la science-fiction dans Amazing Stories (1927), le fantastique et l'horreur dans Weird Tales (1928) - et commence à exposer à l'âge de 16 ans. À l'âge de 21 ans, il a suffisamment confiance en son art pour envoyer six œuvres, non sollicitées, au rédacteur en chef de Weird Tales, Farnsworth Wright (en), qui estime qu'un travail aussi détaillé se transposerait avec succès sur le papier relativement rugueux utilisé par le magazine (le nom pulp venant de la pâte à papier de basse qualité utilisée dans leur fabrication). Wright commence à acheter le travail de Finlay, qui débute par des illustrations de trois histoires différentes dans le numéro de décembre 1935 et apparaît dans 62 numéros, dont le dernier en septembre 1954. Il crée également 19 couvertures en couleur pour les numéros de Weird Tales entre février 1937 et mars 1953.
Après ses débuts en 1935, Finlay se tourne rapidement vers d'autres publications ; il connaît un succès immédiat. En 1938, il travaille pour Abraham Merritt dans The American Weekly, quittant Rochester pour s'installer à New York. La même année, il épouse Beverly Stiles, qu'il a connue dans son enfance à Rochester (16 novembre 1938), et se convertit au judaïsme,. En 1937, il réalise une illustration pour le premier volet de Épouvante et surnaturel en littérature (Supernatural Horror in Literature) de H. P. Lovecraft, qui devait être publié dans le Science-Fantasy Correspondent. Lorsque ce magazine cesse de paraître, l'illustration est utilisée pour la couverture du numéro d'avril-mai 1937 de l’Amateur Correspondent. Cette représentation est devenue l'une des représentations artistiques les plus marquantes de Lovecraft,.
Finlay sert dans l'armée américaine pendant la Seconde Guerre mondiale et participe à de nombreux combats dans le Pacifique Sud-Ouest, notamment à Okinawa. Il réalise des affiches et des illustrations pour les services de moralité pendant ses trois années de service militaire. Il reprend sa carrière artistique après sa démobilisation, réalisant un nombre considérable de travaux pour des magazines et des livres de science-fiction. Alors que le marché des pulps se rétrécit au cours des années 1950, Finlay se tourne vers les magazines d'astrologie comme nouveau terrain d'expression pour son art. En 1953, il remporte l'un des premiers prix Hugo, en tant que meilleur « Illustrateur d'intérieur » de l'année précédente. Il est également nommé meilleur artiste de 1945 lors de la cérémonie des 50 ans des Hugos de 1996.
Finlay écrit également des poèmes tout au long de sa vie. Pratiquement aucune n'a été publiée de son vivant, bien que des échantillons significatifs aient été imprimés à titre posthume,.
Début 1969, Finlay doit subir une intervention chirurgicale importante pour soigner un cancer. Il se rétablit suffisamment pour reprendre le travail pendant un certain temps, mais le cancer réapparaît et Finlay meurt le 18 janvier 1971, à l'âge de 56 ans à Westbury. Au cours de la dernière année de sa vie, il souffre d'une insuffisance hépatique. La cause du décès est officiellement une cirrhose, mais l'autopsie a révélé qu'il souffrait d'un cancer du poumon à un stade avancé.
Finlay a manqué de peu un regain d'intérêt pour ses œuvres à partir du début des années 1970. Donald M. Grant et Gerry de la Ree ont tous deux publié des collections d'œuvres de Finlay depuis la mort de l'artiste. Les derniers livres publiés par Underwood-Miller contiennent des illustrations des éditions de Gerry de la Ree, ainsi que du matériel supplémentaire. Une génération un peu plus tardive de fans de fantasy est initiée à l'art de Finlay par la réimpression de ses œuvres antérieures dans le magazine Castle of Frankenstein, consacré aux fans de films d'horreur, ainsi que par la qualité de l'écriture qui a donné de l'importance à ce magazine. Il est dit de lui qu'il faisait « partie de l'histoire des magazines de pulps ... qu'il était l'un des plus grands contributeurs de travaux artistiques originaux et imaginatifs pour les publications de science-fiction et de fantasy les plus mémorables de notre époque ».
Roads, une nouvelle fantastique de Seabury Quinn publiée pour la première fois dans le numéro de janvier 1938 de Weird Tales, avec une couverture et des illustrations intérieures de Finlay, est publiée en édition très limitée par Arkham House en 1948. Elle fait récemment l'objet d'une réimpression en fac-similé au XXIe siècle par Red Jacket Press.

### Vie privée
Virgil Finlay est marié à Beverly Stiles et ils ont eu une fille en 1949, Lail Finlay,.

## Publications
- (en) Virgil Finlay's Women of the Ages, Underwood Books, 1992
- (en) Virgil Finlay's Phantasms, Underwood Books, 1993, 136 p.
- (en) Virgil Finlay's Strange Science, Underwood Books, 1993, 149 p.
- (en) Virgil Finlay's Far Beyond, Charles F. Miller Publisher, 1994
- (en) The Collectors' Book of Virgil Finlay, American Fantasy, 2014, 208 p.

### Chez les éditions Gerry de la Ree
- (en) Finlay's Lost Drawings: For Shakespeare's Midsummer Night's Dream, 1975
- (en) The Book of Virgil Finlay, 1976
- (en) Second Book of Virgil Finlay, 1978
- (en) The Third Book of Virgil Finlay, 1979
- (en) The Fourth Book of Virgil Finlay, 1979
- (en) The Fifth Book of Virgil Finlay, 1979
- (en) The Sixth Book of Virgil Finlay: The Astrology Years, 1980
- (en) The Seventh Book of Virgil Finlay – Virgil Finlay Remembered, 1981

## Récompenses
- 1939 : Prix Hugo du meilleur artiste professionnel, de manière rétroactive en 2014[13]. Il gagne également ceux de 1941[14], 1943[15], 1944[16] et 1946[17].
- 1953 : Prix Hugo du Meilleur illustrateur d'intérieur[18]
- 2012 : Science Fiction Hall of Fame[19]